# Cape Town (Fernsehserie)
Cape Town (im Ausland auch bekannt als Mat Joubert) ist eine international produzierte Fernsehserie der deutschen Produzentin Annette Reeker. Die ohne festen Fernsehsender produzierte Serie basiert auf dem Roman „Der traurige Polizist“ (OT. Afrikaans: Feniks, engl.: Dead before dying) des südafrikanischen Autoren Deon Meyer. Namensgebender Handlungsort ist Kapstadt.

## Handlung
Nachdem die Ehefrau des Polizisten Mat Joubert ermordet wurde, fällt dieser in ein tiefes Loch und widmet sich fortwährend dem Alkoholkonsum und Selbstmordgedanken. Als er in den Dienst zurückkehrt, bekommt er einen neuen Partner, mit welchem er einen Serienkiller aufspüren soll, der scheinbar wahllos Männer mit einer deutschen Pistole aus Kriegszeiten tötet. Dieser Täter setzt seinen Opfern kurioserweise Papp-Masken von Prominenten auf. Zeitgleich werden eine Reihe junger Frauen vergewaltigt und ermordet, nachdem sie zuvor mit Drogen gefügig gemacht wurden.

## Besetzung und Synchronisation
Die deutschsprachige Synchronisation der Serie entstand bei der FFF Grupe GmbH, München unter Dialogregie von Nicola Grupe-Arnoldi und Matthias Müntefering. Letzterer erstellte auch das Dialogbuch.
| Schauspieler      | Rolle              | Synchronsprecher    |
| ----------------- | ------------------ | ------------------- |
| Trond Espen Seim  | Mat Joubert        | Oliver Stritzel     |
| Boris Kodjoe      | Sanctus Snook      | Manou Lubowski      |
| Arnold Vosloo     | Robin van Rees     | Crock Krumbiegel    |
| Axel Milberg      | Norbert Wernicke   | Axel Milberg        |
| Jessica Haines    | Hanna Nortier      | Stephanie Kellner   |
| Isolda Dychauk    | Irena Krol         | Isolda Dychauk      |
| Jody Abrahams     | Bart de Wit        | Claus-Peter Damitz  |
| Ian Roberts       | Gerbrand Vos       | Willi Röbke         |
| Nandi Horak       | Rosina Windburg    | Stefanie Dischinger |
| Marcin Dorociński | Christian Coolidge | Matthias Klie       |

## Produktionshintergrund
Produzentin Annette Reeker begann die Serie, ohne einen als Produktionspartner feststehenden Fernsehsender zu entwickeln. Die Verfilmungsrechte am Buch von Deon Meyer hatte sie bereits fünf Jahre zuvor erworben. Das Produktionsbudget wurde komplett durch private Investoren gestellt. Es betrug 6 Mio. Euro, was knapp einer Million Euro pro Folge entspricht. Ebenso schrieb Reeker die Drehbücher selbst und ließ diese vom britischen Autoren Mark Needham aus dem Deutschen ins Englische übersetzen, nachdem ihr die Arbeiten zuvor angeheuerter Autoren missfielen. Des Weiteren hat Reeker alle Rechte an Meyers Figur Mat Joubert erworben, um für weitere Folgen eigene Krimis ohne literarische Vorlage entwickeln zu können.

## Homevideo-Veröffentlichung
Im deutschsprachigen Raum wurde die erste Staffel der Serie, unterlegt mit dem Untertitel Serienmord in Kapstadt, am 18. Mai 2018 auf DVD und Blu-ray veröffentlicht. In Frankreich war sie bereits am 2. November 2016 bei M6 Video erschienen.